# Autorytaryzm (ustrój)

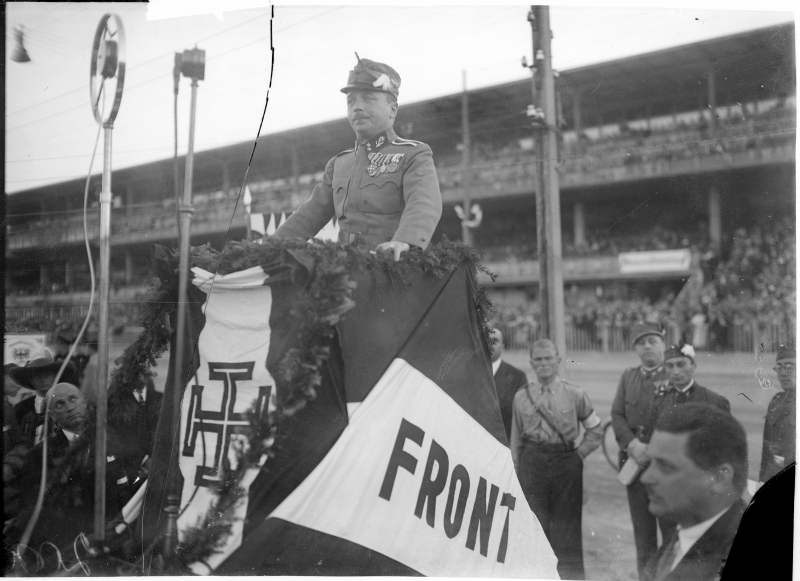
Engelbert Dollfuß kanclerz Austrii (1932-1934) który zaprowadził rządy autorytarne w tym państwie

Autorytaryzm – system rządów, w którym realna władza skupiona jest w rękach dyktatora, junty, pojedynczej partii lub innej wąskiej grupy osób wyjętych spod społecznej kontroli, przy jednoczesnym zachowaniu fasady rządów demokratycznych. Autorytaryzm opiera się na silnej roli władzy wykonawczej podporządkowującej sobie władzę ustawodawczą, która bezwolnie zatwierdza jej decyzje.
W odróżnieniu od totalitaryzmu autorytaryzm nie dąży do całkowitej kontroli społeczeństwa i nie ingeruje w życie osobiste obywateli. Pozostawia im tym samym swobodę aktywności i samostanowienia w wielu kwestiach (np. ekonomicznych, społecznych, religijnych, kulturalnych).

## Charakterystyka
Rządy autorytarne powstają najczęściej w wyniku niewydolności systemu demokratycznego i wprowadzane są często w ramach zamachu stanu (choć nie jest to regułą), jako „rządy silnej ręki” mające naprawić sytuację wewnętrzną państwa. Rządzący opierają swą władzę na rozwiniętym aparacie przymusu (wojsko, policja), biurokracji (np. cenzura) oraz poparciu w często sztucznie kreowanym przez siebie ruchu społecznym. Rządy autorytarne cechuje przede wszystkim pragmatyzm, nie zaś ściśle określona ideologia. Wszelkie decyzje podejmuje silna władza wykonawcza, natomiast ubezwłasnowolniony parlament nie ma możliwości postawienia się wobec niej w opozycji. Autorytaryzm nie likwiduje jednak instytucji demokratycznych, pozostawiając je pod warunkiem ich pełnego posłuszeństwa względem rządzących, co tyczy się zarówno parlamentu, jak i samorządu.